# فتح بودا (1541)
انتهى حصار بودا في 21 أغسطس 1541م مع فتح الدولة العثمانية لمدينة بودا، عاصمة مملكة المجر، مما أدى إلى السيطرة العثمانية على المجر لمدة 150 عاما. وكان هذا الحصار الذي مثَّل جزءاً من الحروب العثمانية الهابسبورغية من عام 1526م حتى عام 1568م أحد أهم الانتصارات العثمانية على ملكية هابسبورغ في المجر والبلقان.

## الحصار
بعد انتصار العثمانيين على مملكة المجر في معركة موهاكس 29 أغسطس/آب 1526م، أصبحت مملكة المجر مقسمة بين سيطرة الدولة العثمانية من ناحية الشرق وملكية هابسبورغ التي ورثت لقب ملك المجر.
توفي ملك المجر التابع للعثمانين -المعين من قبل السلطان- يانوش زابوليا في عام 1540م، وتُوج ابنه يوحنا سيجسموند، الذي كان قاصراً في ذلك الوقت، ملكًا تحت ولاية والدته إيزابيلا ياغيلون والأسقف جورج مارتينوزي (George Martinuzzi). قبِل السلطان العثماني سليمان القانوني هذا بشرط أن يستمر المجريون بدفع الجزية للسلطان العثماني. لكن الملك الجديد لم تقبل به ملكية هابسبورغ.
أرسل الأرشيدوق النمساوي وإمبراطور هابسبورج فرديناند الأول جيشًا يتكون من 50,000 جندي من النمسا، والإمارات الألمانية، وبوهيميا، وهابسبورغ المجر، بقيادة وليام فون روغيردوف (بالألمانية: Wilhelm von Roggendorf) لمحاصرة بودا. حاصر الجيش بودا في صيف 1541م، وكان الحصار يدار بشكل سيئ وفشلت عدة هجمات بعدد كبير للغاية من الإصابات في جانب هابسبورغ.
تولى السلطان سليمان القانوني بشخصه قيادة جيش الإغاثة العثماني الذي شمل 6,362 من الإنكشارية. وفي 21 أغسطس، وصل جيش الإغاثة العثماني إلى بودا وخاض معركة مع جيش وليام فون روغيردوف.
هُزم جيش هابسبورج وتم ذبح 20,000 رجل في المعركة أو غرقهم في النهر. كما أصيب روغيردوف في المعركة وتوفي بعد يومين من إصابته.

## الحرب خُدعة
ثم فتح العثمانيون المدينة، التي كانت بدورها تحتفل بالتحرر، ولكن بخدعة، إذ دعا السلطان سليمان الطفل يوحنا الثاني سيجيسموند ابن يانوش زابوليا مع النبلاء المجريين إلى خيمته، وفي الوقت ذاته بدأ الجنود العثمانيون بالتسلل تدريجياً إلى القلعة متنكرين كسائحين، وكأنهم في إعجاب بمعمار مبانيها. ولكن عند إشارة مفاجئة، أشهروا أسلحتهم، ونزعوا سلاح الحراس، ومن ثم استولوا على الحامية بأكملها.
في هذه الأثناء، شعر النبلاء المجريون بالقلق داخل خيمة السلطان وأرادوا المغادرة. وعندها، أطلق السلطان عبارته الشهيرة: "لا يزال الحساء الأسود (أي القهوة) سيأتي في الانتظار!" (بالمجرية: Hátra van még a feketeleves!)‏ لكنها تُستخدم مجازيًا في اللغة الهنغارية بمعنى "الأسوأ لم يأتِ بعد" أو "لا يزال هناك جزء صعب قادم"، وهي إشارة إلى أن الأمور لم تنتهِ بعد، بل هناك ما هو أكثر صعوبة في الانتظار. فعندئذ فقام الجنود العثمانيون عندئذٍ بنزع سلاح الوفد المجري.
سُمح لجميع النبلاء المجريون بالمغادرة باستثناء شخص واحد هو: بالينت توروك (Bálint Török) الأرستقراطي المجري، بان ناندروفهيرفار (حاكم بلغراد)، الذي كان قد قاد تمردا ضد الدولة العثمانية فاعتبره السلطان سليمان خصماً محتملاً وقوياً. فتم القبض عليه ونُقل إلى قلعة "يدي كوله" (بالتركية: Yedikule)‏ باسطنبول، حيث قضى ما تبقى من حياته في الأسر. أما البلاط الملكي والنبلاء وسكان بودا، فقد سُمح لهم بمغادرة المدينة مع ممتلكاتهم دون أن يتعرضوا للأذى.

## ما بعد
كان حصار وفتح بودا انتصارا عثمانيا حاسما ضد فرديناند الأول وهابسبورغ، سمح النصر للعثمانيين بحكم وسط المجر لنحو 150 عامًا، وبالتالي فهي مماثلة لأهمية انتصار العثمانيين على مملكة المجر في معركة موهاكس عام 1526م. 
علم شارلكان بهزيمة شقيقه فرديناند فور وصوله إلى جنوة في 8 سبتمبر 1541م، فتعطش للثأر، وغادر في حملة عسكرية ضد الجزائر، والتي انتهت أيضًا بهزيمة مدوية لهابسبورغ.
حاول فرديناند بعدها استعادة مدينتي بودا وبيست عام 1542م، لكن صده العثمانيون.